# Polygonum riparium
Polygonum riparium là một loài thực vật có hoa trong họ Rau răm. Loài này được Georgi miêu tả khoa học đầu tiên.